# Конвенціоналізм
Конвенціоналі́зм (від лат. conventio — «згоден») — філософська концепція, за якою наукові знання є лише продуктами певних домовленостей (конвенцій) між науковцями. Засадничим критерієм істини є внутрішня несуперечливість, тому наукову теорію можна будувати, виходячи з будь-якої довільної системи аксіом.
Ідея конвенціоналізму зустрічається вже в античності (задача астрономії) та в епоху Відродження (інструменталістська інтерпретація теорії Коперника). Сучасна концепція виростає з робіт Маха, Дюгема та Пуанкаре, за яким підвалини будь-якої наукової теорії не є ні синтетичними істинами апріорі, ні відображенням реальності апостеріорі, радше аксіомами.
Будуючи неевклідові геометрії, Пуанкаре дійшов думки, що визначити, яка з геометрій відповідає дійсності, неможливо. Початок XX ст. став переломним і для фізики — на зміну класичній почали приходити нові ідеї. Все це викликало сумніви, чи можливо правильно відтворити дійсність науковими теоріями, що й стало причиною виникнення конвенціоналізму.